# Slaget om Singapore
Slaget om Singapore var ett slag mellan brittiska och japanska trupper i staden Singapore i Sydostasien under andra världskriget. Japanerna gick segrande ur bataljen.

## Historia
Efter Japans angrepp mot den amerikanska flottbasen Pearl Harbor i december 1941 hade man inlett en rad offensiver mot västerländska styrkor i Stilla havs-området. Japanerna hade erövrat den amerikanska kolonin Filippinerna, brittiska Hongkong, franska Indokina och holländska Indonesien och skördat seger efter seger mot sina fiender från väst. Japan ville se asiater härska i Sydostasien och i Stilla havet under japansk överhöghet och ville därför driva tillbaka européerna och USA.
Japanska styrkor inledde invasionen av Malaysia den 8 februari 1942. Japan var också allierat med Thailand vilket gav dem möjlighet att använda thailändarnas baser inför och under invasionen. Japanerna kunde använda thailändska flygbaser så deras bombplan kunde nå Singapore och andra mål i Malaysia. Inledningsvis höll brittiska och indiska trupper borta japanerna och var numerärt överlägsna dem, men de japanska styrkorna koncentrerade sina krafter och var överlägsna i taktik, utrustning och erfarenhet. Till havs lyckades de driva tillbaka de brittiska styrkorna och snart blev Singapore isolerat. 
Britterna hade cirka 85 000 man i sin garnison men de flesta av dem var nyrekryteringar från lokalbefolkningen med dålig utrustning och liten eller ingen erfarenhet. De japanska styrkorna hade bara 30 000 man och hade därmed bara en tredjedel så stor styrka som sin fiende, men av de japanska soldaterna var många veteraner från Japans fälttåg i Kina och Indokina och väl utrustade och förberedda. Japanska styrkor inledde sitt anfall mot staden den 31 januari och avancerade in i stadens förorter trots intensivt motstånd från de brittiska och australiska divisionerna. Den 8 februari landsatte man stridsvagnar väster om staden och panik började sprida sig hos de försvarande styrkorna, eftersom de inte hade något att sätta emot stridsvagnar. De lyckades trots allt försvara sig men tvingades retirera sedan halva deras styrka utplånats. Trots detta misslyckades de japanska styrkorna att ta sig in i stadens hjärta. 
Till slut började de allierade styrkorna få slut på proviant och ammunition och började bli mer och mer slitna av de konstanta artilleri- och flygangreppen från japanerna. Den 15 februari intog japanerna stadens centrum och tog kontroll över nästan hela staden. De allierade styrkorna kunde bara bjuda begränsat motstånd och gav sedan upp. Stadens befälhavare Arthur Percival kapitulerade samma dag och en av Storbritanniens största militära förluster någonsin var ett faktum.